# عقد 440 ق م
عقد 440 ق م هو عقد امتد بين 31 ديسمبر 449 ق م و1 يناير 440 ق م بحسب التقويم اليولياني البروليبتي (التقويم الميلادي). سبقه عقد 450 ق م ولحقه عقد 430 ق م.

## أحداث

### 449 قبل الميلاد
- انتهاء الحروب اليونانية الفارسية بتوقيع معاهدة سلام كالياس.
- بداية بناء معبد هيفيستوس.[5]
- اندلاع الحرب المقدسة الثانية بين أثينا وإسبرطة على أحقية ضم معبد أبولو في دلفي.[6]

### 446 قبل الميلاد
- معركة نهر حيمرا بين جرجنت وسرقوسة انتهت بهزيمة جرجنت.[7]
- معركة كوربيون بين الجمهورية الرومانية و قبائل فولسكي وأيكوي (بالاتينية: Aequi).[8][9]

### 444 قبل الميلاد
- أرتحششتا الأول يعين نحميا كحاكم على يهودا.[10]

### 441 قبل الميلاد
- أول عرض لأنتيغون للمؤلف سوفوكليس.

### 440 قبل الميلاد
- المجاعة تضرب روما.[11]

## مواليد
- أريستوفان مؤلف مسرحي كوميدي يوناني.
- ماركوس فوريوس كاميلوس جندي وسياسي روماني.
- أنتيستنيس فيلسوف إغريقي.
- ليسياس خطيب أثيني.
- أجيسيلاوس الثاني ملك إسبرطي حكم اليونان القديمة.
- هيبياس حكيم وفيلسوف اغريقي في الرياضيات.
- سينيسكا أميرة أسبرطة وأول امرأة تفوز في الألعاب الأولمبية القديمة.[12]

## وفيات
- بندار شاعر غنائي يوناني.
- عزرا أحد أنبياء الإسرائيليين.[13]

## كتب
- Yves Denis Papin (1998). Chronologie de l'histoire ancienne. Lieu de publication non identifié: Éditions Jean-paul Gisserot. ISBN:2-87747-346-5. OCLC:40746926. مؤرشف من الأصل في 2022-03-16.
- موسوعة حضارة العالم (2002) لأحمد محمد عوف.

## روابط خارجية
- تصفح سنة بسنة عقد 440 ق م على موقع onthisday.com
- تصفح سنة بسنة عقد 440 ق م ابتداءً من سنة عقد 440 ق م على موقع المكتبة الوطنية الفرنسية
- التسلسل الزمني للتاريخ الحربي قبل الميلاد على موسوعة التاريخ الحربي.